# 国王神社
国王神社（こくおうじんじゃ）は、茨城県坂東市にある神社。平将門を、その終焉の地に祀る神社である。正式には國王神社と表記する。国王大明神や将門大明神の古称がある。旧社格は村社。

## 祭神
- 平将門（平将門命）

岩井は将門の拠点（島広山・岩井営所跡のほか、関連史跡が数多くある）であり、叛臣とされた歴史を通じて、地元民の英雄として変わらず崇敬されてきた。
神田明神で明治天皇親拝の際、朝敵とされた平将門命が祭神から外されたという騒動を受けてか、戦前は公式には大己貴命一柱を祀っていた。
将門を祀るという由緒は特段隠されておらず、茨城県神社写真帳は、大己貴命を祀る社が元々存在したか、新たに創祀して将門の神霊を迎えたのではないかとする推察を付している。現在、大己貴命は祭神から外れている。

### 境内社
茨城県神社写真帳に、妙見神社（天御中主神）、稲荷神社（倉稲魂命）の2社が記載されているほか、守神社（天御中主命）、疱瘡神社（少彦名魂命）、浅間神社（木花咲耶姫命）の合併の記録がある。
現在は、妙見社、守大明神、浅間神社がある。守神社は、戦前は天御中主命を祀るものとされていたが、現在は平将門の子孫ともいわれる平守明を祭神としている。

### 祭礼
例祭日は平将門が没した2月14日である。氏子の間では十四日講という供養行事が代々行われてきた。
11月第2日曜日に「岩井将門まつり」が開催される。旧岩井市が市制施行した昭和47年（1972年）4月を記念して始まった。

## 由緒
社伝（「国王神社縁起」及び「元亨釈書」）によると、平将門の戦死の際、難を逃れ奥州の恵日寺付近に庵を結び出家し隠棲していた将門の三女如蔵尼が、将門の33回忌にあたる天禄3年（972年）2月にこの地に戻り、付近の山林にて霊木を得て、将門の像を刻み、祠を建て安置し祀ったのがはじまりとされる。神像は制作年代不詳だが、文化財解説は室町時代の作としている。
御霊信仰に基づき、平将門の神霊を鎮めるために創祀されたという説もある。
慶安元年（1648年）、徳川家光が圭田10石を寄進。
万治2年（1659年）10月、火難により故事不詳となる。
延宝3年（1675年）、拝殿を建立。文化財解説では再建棟札にある文化14年（1817年）が妥当としている。
文化14年（1817年）、本殿を再建。
明治維新後、近代社格制度で村社に列する。
明治41年（1908年）4月、守神社、疱瘡神社、浅間神社を合併。
昭和47年（1972年）4月、岩井将門まつりが始まる。

## 文化財
- 国王神社本殿（県指定有形文化財）
- 国王神社拝殿（県指定有形文化財）
- 寄木造平将門の木像（県指定有形文化財）

## 所在地
茨城県坂東市岩井951